# Bernard Frank
Bernard Frank (* 11. Oktober 1929 in Neuilly-sur-Seine; † 3. November 2006 in Paris) war ein französischer Journalist und Schriftsteller.

## Leben und Werk
Bernard Frank wurde 1951 von Jean-Paul Sartre für die Literaturkritik seiner Zeitschrift Les Temps Modernes gewonnen. 1953 wechselte er zum Observateur, ab 1960 Nouvel Observateur. Von 1981 bis 1985 schrieb er für die Tageszeitung Le Matin de Paris, dann für Le Monde und ab 1989 für den Nouvel Observateur. Literarisch setzte er sich von der engagierten Literatur ab und neigte der neo-klassischen Richtung von Roger Nimier, Antoine Blondin, Jacques Laurent und Michel Déon (einschließlich Françoise Sagan) zu, für die er 1952 den Namen Hussards (Husaren) erfand. Frank veröffentlichte mehrere Romane, war aber vor allem ein scharfer philosophischer Beobachter in der Tradition von Montaigne. Seine Zeitchroniken wurden in vier dicken Bänden gesammelt (1993–2007) wie auch 1999 seine Romane und Essays in einem Band von 1700 Seiten.

## Werke (Auswahl)

### Romane und Essays
- La Chartreuse de Jouy. Roman. Flammarion, Paris 1949.
- Romans et essais. Hrsg. Olivier Frébourg. Flammarion, Paris 1999.
  - Géographie universelle (1953)
  - Grognards et hussards (1984, 1989)
  - Les rats (1953)
  - Israël (1955)
  - L’illusion comique (1955)
  - Le dernier des Mohicans (1956)
  - La panoplie littéraire (1958)
  - Un siècle débordé (1970, Prix des Deux Magots 1971)
  - Solde. Un feuilleton (1980, Prix Roger-Nimier 1981)
- Portraits et aphorismes. Hrsg. Stéphanie Leclair. Cherche Midi, Paris 2001.

### Zeitungsartikel (gesammelt)
- Mon siècle. Chroniques 1952–1960. Quai Voltaire, Paris 1993. Julliard, Paris 1996.
- En soixantaine. Chroniques 1961–1971. Julliard, Paris 1996.
- Vingt ans avant. Chroniques du «Matin de Paris». B. Grasset, Paris 2002.
- 5, rue des Italiens. Chroniques du «Monde». B. Grasset, Paris 2007. (Vorworte von Jean-Paul Kaufmann, Éric Neuhoff und Claudine Vernier-Palliez)